# Rosem
Rosem is een plaats (freguesia) in de Portugese gemeente Marco de Canaveses en telt 208 inwoners (2001).